# Kokologo
Kokologo o Kokologho è un dipartimento del Burkina Faso classificato come comune, situato nella provincia  di Boulkiemdé, facente parte della Regione del Centro-Ovest.
Il dipartimento si compone del capoluogo e di altri 9 villaggi: Basziri, Douré, Goulouré, Koulnatenga, Manega, Nidaga, Pitmoaga, Sakoinsé e Sam.